# Eudactylinodes keratophagus
Eudactylinodes keratophagus är en kräftdjursart som beskrevs av Deets och Robert von Albkron Benz 1986. Eudactylinodes keratophagus ingår i släktet Eudactylinodes och familjen Eudactylinidae. Inga underarter finns listade i Catalogue of Life.